# Ischaemum triticeum
Ischaemum triticeum är en gräsart som beskrevs av Robert Brown. Ischaemum triticeum ingår i släktet Ischaemum och familjen gräs. Inga underarter finns listade i Catalogue of Life.